# Kozhikode (Distrikt)
Der Distrikt Kozhikode (Malayalam: കോഴിക്കോട് ജില്ല, früher Calicut) ist ein Distrikt im südindischen Bundesstaat Kerala. Verwaltungssitz ist das namensgebende Kozhikode, die drittgrößte Stadt Keralas.

## Geografie

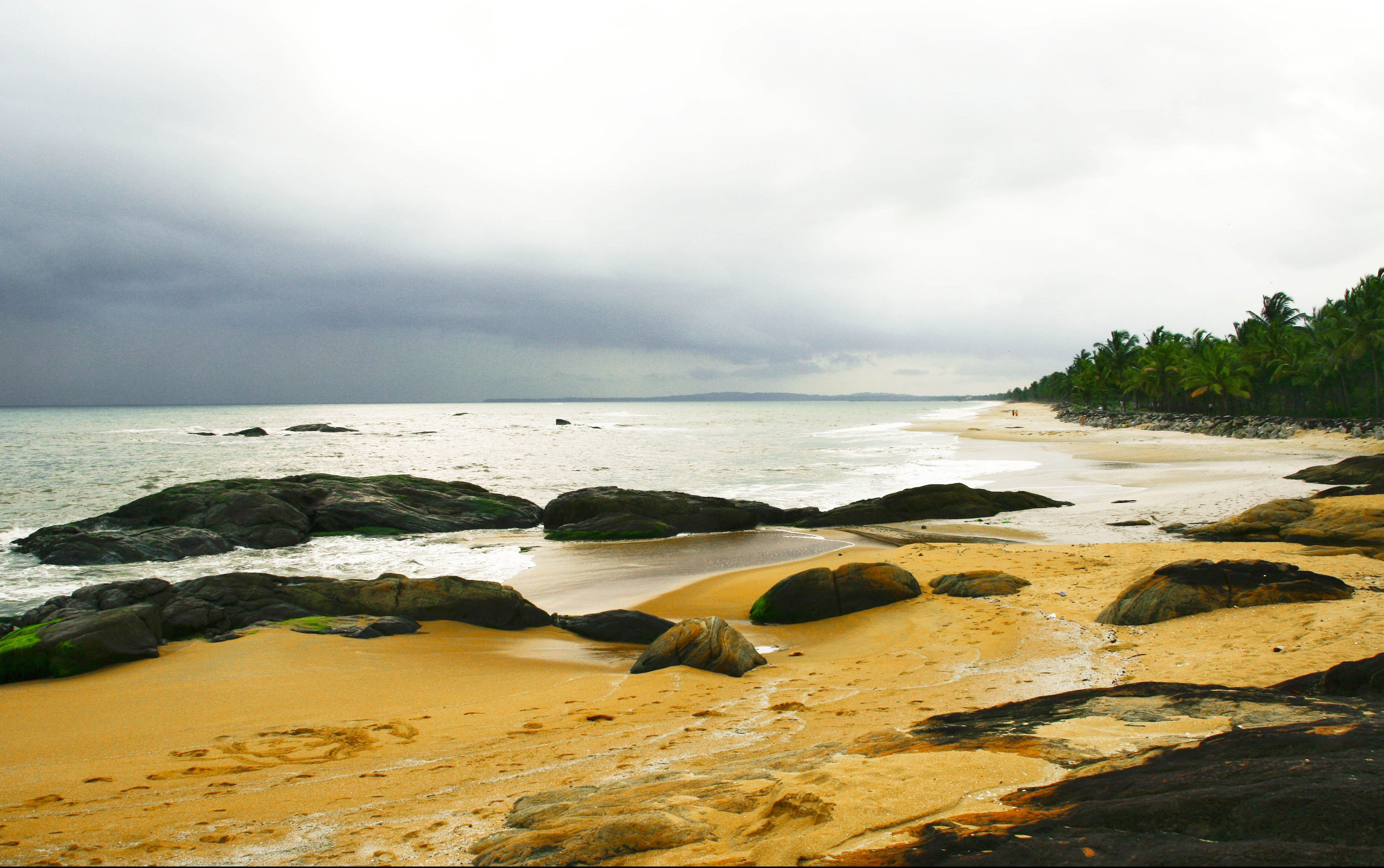
Strand in Kappad im Distrikt Kozhikode

Der Distrikt Kozhikode liegt an der Malabarküste im Norden Keralas. Er grenzt mit einer Küstenlänge von etwa 80 Kilometern an das Arabische Meer im Westen, sowie an die Distrikte Malappuram im Süden, Wayanad im Nordosten und Kannur im Nordwesten. Das Distriktgebiet hat eine Fläche von 2.344 Quadratkilometern und erstreckt sich von der Meeresküste bis hin zu den Westghats.
Der Distrikt Kozhikode ist in die drei Taluks Vadakara, Quilandy und Kozhikode unterteilt.

## Geschichte

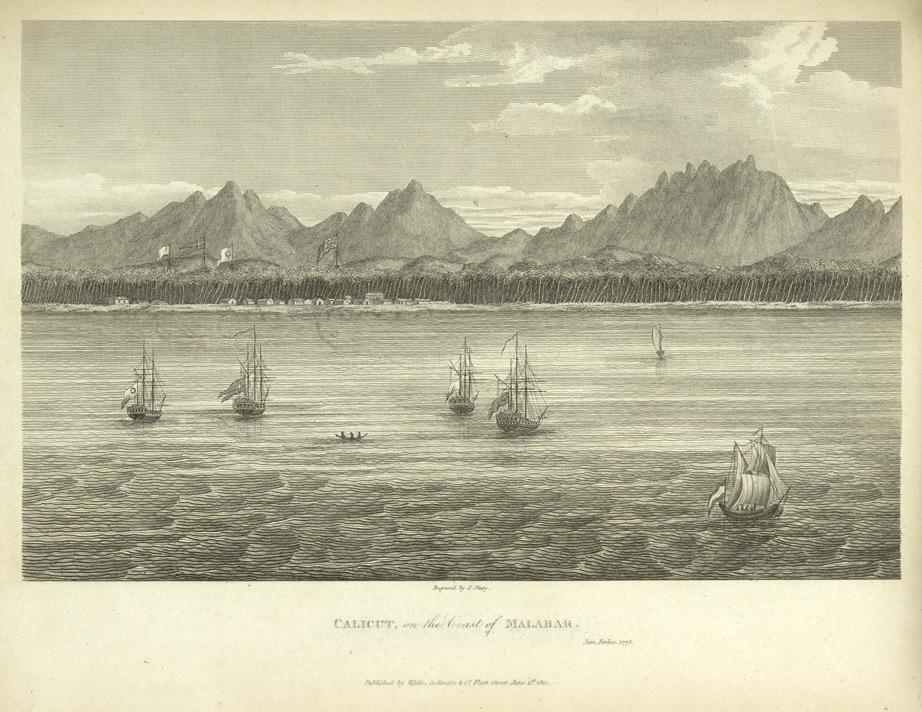
Calicut, on the coast of Malabar (1813)

Die Stadt Kozhikode (Calicut) war ab dem 14. Jahrhundert die Hauptstadt eines eigenen Königreiches, dessen Herrscher als Zamorine bekannt waren. Die Stadt entwickelte sich zum wichtigsten Hafen der nördlichen Malabarküste und wurde von arabischen Gewürzhändlern angelaufen. 1498 landete der portugiesische Seefahrer Vasco da Gama als erster Europäer in Kappad unweit von Kozhikode. Die Portugiesen errichteten eine Festung in Kozhikode und führten im Laufe des 16. Jahrhunderts mehrere Kriege gegen die Zamorinen und die mit ihnen verbündeten Araber.
1766 nahm Hyder Ali, der Herrscher von Mysore die Stadt Kozhikode ein. Damit wurde Kozhikode in die Mysore-Kriege zwischen Hyder Ali und seinem Sohn Tipu Sultan und den Briten hineingezogen. 1792, am Ende des Dritten Mysore-Krieges, kam das Gebiet endgültig unter britische Herrschaft und wurde als Teil des Distrikts Malabar in die Präsidentschaft Madras eingegliedert.
Nach der indischen Unabhängigkeit wurde 1956 der Bundesstaat Kerala im Zuge des States Reorganisation Act nach den Sprachgrenzen des Malayalam aus dem Distrikt Malabar und der Föderation Travancore-Cochin gebildet. Zum Jahresbeginn 1957 entstand der Distrikt Calicut aus den zentralen Teilen des ehemaligen Distrikts Malabar. 1969 wurde aus Teilen der Distrikte Calicut und Palakkad der neue Distrikt Malappuram gebildet, 1980 entstand schließlich der Distrikt Wayanad aus Teilen von Calicut und Kannur. Am 8. Februar 1990 wurde der offizielle Name von Calicut in den Malayalam-Namen Kozhikode geändert.

## Bevölkerung

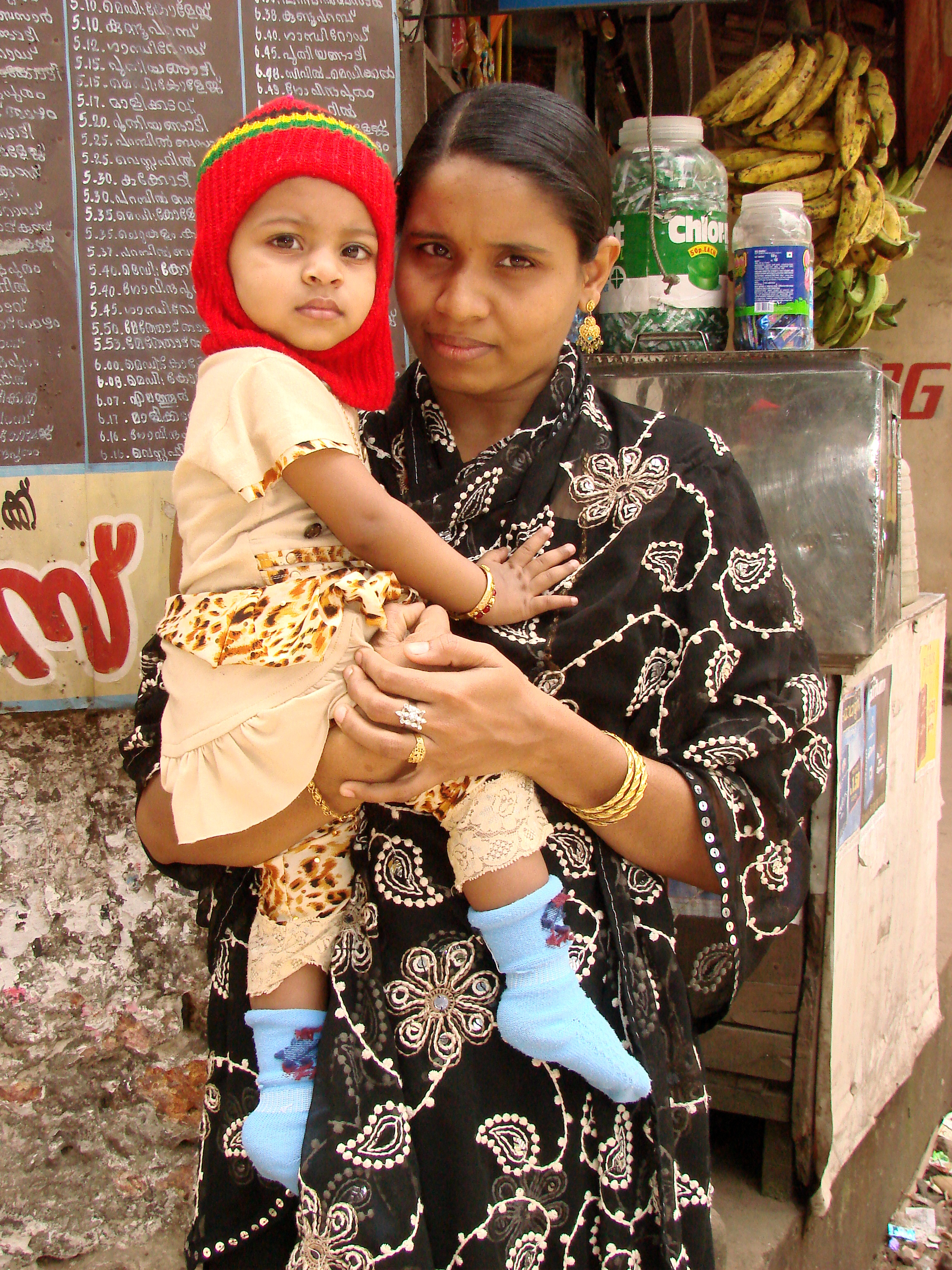
Frau mit Kind in Kozhikode

Nach der Volkszählung 2001 hatte der Distrikt Kozhikode 3.086.293 Einwohner. Zwischen 2001 und 2011 wuchs die Einwohnerzahl um 7,3 Prozent und damit etwas schneller als im Mittel Keralas (4,9 Prozent). Der Distrikt ist sehr dicht besiedelt und stark urbanisiert: Mit 1.316 Einwohnern pro Quadratkilometer lag die Bevölkerungsdichte 2011 noch weit über dem ohnehin schon hohen Durchschnitt Keralas (859 Einwohner pro Quadratkilometer). 67,2 Prozent der Einwohner des Distrikts lebten in Städten. Der Urbanisierungsgrad gehörte damit zu den höchsten Keralas und war deutlich höher als der Mittelwert des Bundesstaates (47,7 Prozent). Die Alphabetisierungsquote lag mit 95,1 Prozent etwas über dem ohnehin schon hohen Durchschnitt Keralas (93,9 Prozent).
Hindus stellten nach der Volkszählung 2011 mit 56,2 Prozent die Mehrheit der Einwohner des Distrikts Kozhikode. Daneben gab es einen großen muslimischen Bevölkerungsanteil von 39,2 Prozent. Christen bildeten mit 4,3 Prozent nur eine kleinere Minderheit.

## Städte
| Stadt           | Einwohner (2001) |
| --------------- | ---------------- |
| Beypore         | 66.883           |
| Cheruvannur     | 57.111           |
| Feroke          | 29.504           |
| Karuvanthuruthy | 20.767           |
| Kozhikode       | 436.527          |
| Mavoor          | 27.843           |
| Olavanna        | 30.927           |
| Palayad         | 16.462           |
| Pantheeramkavu  | 24.495           |
| Quilandy        | 68.970           |
| Ramanattukara   | 30.436           |
| Vadakara        | 75.740           |
| Villiappally    | 31.763           |